# Canton de Clerval
Le canton de Clerval est une ancienne division administrative française, située dans le département du Doubs et la région Franche-Comté.

## Composition
Ce canton était composé des vingt-trois communes suivantes :
| Nom                      | Code Insee | Intercommunalité                | Superficie (km2) | Population (dernière pop. légale) | Densité (hab./km2) |
| ------------------------ | ---------- | ------------------------------- | ---------------- | --------------------------------- | ------------------ |
| Clerval (chef-lieu)      | 25156      | CC du Pays de Clerval           | 11,83            | 1 017 (2014)                      | 86                 |
| Anteuil                  | 25018      | CC des Deux Vallées Vertes      | 24,29            | 658 (2014)                        | 27                 |
| Belvoir                  | 25053      | CC du Pays de Sancey-Belleherbe | 9,31             | 101 (2014)                        | 11                 |
| Branne                   | 25087      | CC des Deux Vallées Vertes      | 6,45             | 171 (2014)                        | 27                 |
| Chaux-lès-Clerval        | 25140      | CC des Deux Vallées Vertes      | 8,57             | 162 (2014)                        | 19                 |
| Chazot                   | 25145      | CC du Pays de Sancey-Belleherbe | 5,35             | 120 (2014)                        | 22                 |
| Crosey-le-Grand          | 25177      | CC du Pays de Sancey-Belleherbe | 10,28            | 159 (2014)                        | 15                 |
| Crosey-le-Petit          | 25178      | CC du Pays de Sancey-Belleherbe | 9,60             | 133 (2014)                        | 14                 |
| Fontaine-lès-Clerval     | 25246      | CC des Deux Vallées Vertes      | 11,50            | 275 (2014)                        | 24                 |
| L'Hôpital-Saint-Lieffroy | 25306      | CC des Deux Vallées Vertes      | 3,43             | 104 (2014)                        | 30                 |
| Orve                     | 25436      | CC du Pays de Sancey-Belleherbe | 5,51             | 68 (2014)                         | 12                 |
| Pompierre-sur-Doubs      | 25461      | CC des Deux Vallées Vertes      | 8,16             | 302 (2014)                        | 37                 |
| Rahon                    | 25476      | CC du Pays de Sancey-Belleherbe | 5,69             | 128 (2014)                        | 22                 |
| Randevillers             | 25478      | CC du Pays de Sancey-Belleherbe | 4,36             | 110 (2014)                        | 25                 |
| Roche-lès-Clerval        | 25496      | CC des Deux Vallées Vertes      | 5,34             | 123 (2014)                        | 23                 |
| Saint-Georges-Armont     | 25516      | CC des Deux Vallées Vertes      | 4,74             | 118 (2014)                        | 25                 |
| Sancey-le-Grand          | 25529      | CC du Vallon de Sancey          | 23,55            | 930 (2013)                        | 39                 |
| Sancey-le-Long           | 25530      | CC du Vallon de Sancey          | 7,02             | 345 (2013)                        | 49                 |
| Santoche                 | 25531      | CC du Pays de Clerval           | 2,15             | 87 (2014)                         | 40                 |
| Surmont                  | 25554      | CC du Pays de Sancey-Belleherbe | 7,38             | 131 (2014)                        | 18                 |
| Vellerot-lès-Belvoir     | 25595      | CC du Pays de Sancey-Belleherbe | 6,04             | 107 (2014)                        | 18                 |
| Vellevans                | 25597      | CC du Pays de Sancey-Belleherbe | 13,54            | 213 (2014)                        | 16                 |
| Vyt-lès-Belvoir          | 25635      | CC du Pays de Sancey-Belleherbe | 7,54             | 186 (2014)                        | 25                 |

## Représentation

### Conseillers généraux de 1833 à 2015
| Période                                  | Période      | Identité                                          | Étiquette                | Qualité                                                                                           |
| ---------------------------------------- | ------------ | ------------------------------------------------- | ------------------------ | ------------------------------------------------------------------------------------------------- |
| Les données manquantes sont à compléter. |              |                                                   |                          |                                                                                                   |
| 1833                                     | 1864         | Charles-François-Noël Vuillier (1789-1883)        |                          | Propriétaire et rentier à Clerval                                                                 |
| 1864                                     | 1880         | Denis-Alfred Oudot                                | Droite                   | Juge de paix à Clerval et au Russey Maire de Clerval                                              |
| 1880                                     | 1886         | Léon Mouchet                                      | Républicain              | Professeur à la Faculté de droit de Dijon                                                         |
| 1886                                     | 1886         | Auguste Nédey                                     | Républicain              | Négociant à Sancey-le-Grand                                                                       |
| 1886                                     | 1892         | Paul Delacour                                     | Républicain              | Docteur en médecine à Clerval                                                                     |
| 1892                                     | 1898 (décès) | Joseph Bobillier                                  | Rad.                     | Docteur en médecine maire de Clerval                                                              |
| 1898                                     | 1910         | Joseph Alphonse Nédey                             | Républicain Progressiste | Négociant à Sancey-le-Grand                                                                       |
| 1910                                     | 1940         | Léonel de Moustier                                | FR-RG                    | Compagnon de la Libération Député (1928-1940) Président du Conseil Général (1935-1940)            |
|                                          |              |                                                   |                          |                                                                                                   |
| 1945                                     | 1958         | Guy de Moustier (1920-1994) - (fils du précédent) | DVD                      |                                                                                                   |
| 1958                                     | 1975 (décès) | Louis Didier                                      | MRP puis CD              | Pharmacien, maire de Clerval                                                                      |
| 1975                                     | 1982         | Henri Cretin                                      | DVD puis RPR             | Médecin, maire de Clerval                                                                         |
| 1982                                     | 2005 (décès) | Alain Cartier                                     | UDF puis UMP             | Notaire Maire de Sancey-le-Grand (1971-2005) Suppléant du sénateur Jean-François Humbert          |
| 2005                                     | 2008         | Fernand Rondot                                    | DVD                      | Retraité, ancien patron d’une entreprise d’exploitation forestière Maire de Clerval jusqu'en 2008 |
| 2008                                     | 2015         | Frédéric Cartier                                  | DVD                      | Notaire Maire de Sancey-le-Grand Vice-Président de la CC du Vallon de Sancey                      |

Une élection partielle a eu lieu le 20 mars 2005 à la suite du décès d'Alain Cartier.

### Conseillers d'arrondissement (de 1833 à 1940)
Le canton de Clerval appartenait à l'arrondissement de Baume-les-Dames jusqu'à sa disparition en 1926.
| Période                                  | Période      | Identité                                        | Étiquette                    | Qualité |
| ---------------------------------------- | ------------ | ----------------------------------------------- | ---------------------------- | --- |
| 1833                                     | 1834 (décès) | François Clément Tisserand le Vieux (1764-1834) |                              | Maitre de poste, maire de Clerval                                                                           |
|                                          |              |                                                 |                              | |
| 1842                                     | 18..         | Emmanuel Louis Joseph Delacour (1799-1869)      |                              | Juge de paix à Clerval                                                                                      |
|                                          |              |                                                 |                              | |
| 1919                                     | 1940         | Jean Laurency                                   | Union nationale républicaine | Maire d'Anteuil                                                                                             |
| 1940                                     |              |                                                 |                              | Les conseils d'arrondissement ont été suspendus par la loi du 12 octobre 1940 et n'ont jamais été réactivés |
| Les données manquantes sont à compléter. |              |                                                 |                              | |

## Démographie
| 1962  | 1968  | 1975  | 1982  | 1990  | 1999  | 2006  | 2011  | 2012  |
| ----- | ----- | ----- | ----- | ----- | ----- | ----- | ----- | ----- |
| 5 575 | 5 205 | 5 312 | 5 601 | 5 418 | 5 561 | 5 570 | 5 741 | 5 746 |